# Hemiptarsenus americanus
Hemiptarsenus americanus är en stekelart som först beskrevs av Girault 1916.  Hemiptarsenus americanus ingår i släktet Hemiptarsenus och familjen finglanssteklar. Inga underarter finns listade i Catalogue of Life.